# The New Roses
The New Roses — музыкальная рок-группа из Германии.
С 2015 по 2019 год The New Roses отыграли более 300 концертов и более 100 фестивалей, среди которых Sweden Rock (SE), Hellfest (FR), Hard Rock Hell (UK), Winterstrom(UK), Open Road (HU), Masters of Rock (CZ), Summerbreeze (DE), Wacken (DE), Лига чемпионов УЕФА (DE), Big Gun (RU).

## История
Начало группы, заложено в 2007 году, вокалистом Тимми Роугом и барабанщиком Урбаном Берцем, в немецком городе Висбаден.
В 2008 году, проект был дополнен басистом Штефаном Касснером, а в 2012-м, гитаристом Диззи Пресли. В том-же году, группа отыграла концерты, с такими гигантами, как: ZZ Top, Black Stone Cherry, Joe Bonamassa, Die Toten Hosen, Blackfoot и Roger Chapman.
В 2010 году, The New Roses, в рамках европейского турне по Германии и Швейцарии, сопровождали американскую группу Molly Hatchet с их программой «Justice World Tour».
В 2013 году, группа записывает первый студийный альбом «Without a Trace». Главный сингл альбома, становится бонус-треком официального саундтрека к сериалу «Сыны Анархии», в немецкой адаптации.
В мае 2014 года, группу покидают Диззи Пресли и Штефан Касснер. Их практически сразу заменяют Норман Бэйтс (соло-гитара) и Харди (басс-гитара).
В период с 2012 по 2014 год, группа отыграла более 150-ти концертов в Германии, Швейцарии и Испании. 14 февраля 2015 года, The New Roses, подписывают интернациональный контракт с мировым гигантом Napalm Records.
6 июня 2016 года, находясь в турне, получают приглашение принять участие в музыкальной программе в финале лиги чемпионов UEFA. Концерт проходит в Берлине у Бранденбургских ворот.
Осенью/зимой 2015, The New Roses участвуют в концертах с лидерами мирового рока Accept, а также, вновь поддерживают мировой тур Molly Hatchet в Европе.
В феврале 2016 года, выходит второй альбом группы «Dead Man’s Voice». The New Roses, впервые попадают в европейские чарты, заняв 36 место в Германии. В день презентации альбома, группа выступила в полностью распроданном зале в Висбадене, открыв одноимённое, европейское турне.
Летом 2016 года, группа отыграла множество концертов и фестивалей, в том числе: Summer Breeze, Rockharz Open Air, Love Ride Festival Schweiz, Show Bike Aquitaine, Raismes Fest и Plougarock Festival во Франции. Турне включало в себя множество площадок и клубов в Германии, Швейцарии, Англии и Франции. В том-же году, The New Roses, поддерживали «разогревом» известную рок-группу The Dead Daisies. Также, The New Roses открывали турне группы Y&T из США.
В 2016 году, проводя немецкую часть турне, The New Roses, выступали с коллегами по лэйблу Serum 114 и в декабре того же года, открывали концерт легендарных SAXON. В феврале 2017, группа отыграла три концерта в Англии и провела 2-х недельное турне по Испании и Франции.
Летом 2017 года, The New Roses вновь отработали несколько концертов с The Dead Daisies в Германии, Франции, Швейцарии, а также на фестивале Hellfest. В августе 2017 года выпускают третий альбом «One More for the Road» и выходят на 20-е место в немецких чартах, и на 52-е место в Швейцарии. В сентябре 2017 года, группа отыграла два благотворительных концерта в Афганистане, в рамках программы Resolute Support. В то же время, группа стартовала в турне «One More for the Road» в рамках которого выступала на фестивале Hard Rock Hell Festival, вместе с Airbourne и Y&T.
Осенью 2018, The New Roses работали в поддержке мирового турне легендарной, американской группы KISS, в рамках турне «THE KISS KRUISE». Группа сыграла три концерта на «разогреве» у KISS в Майами, Кей-Вест и на Багамах.
В июле 2019 группа впервые выступает в России на фестивале Big Gun в Подмосковье.

## Дискография
1. Without a Trace (2013)
2. Dead Man’s Voice (2016)
3. One More for the Road (2017)

## Галерея

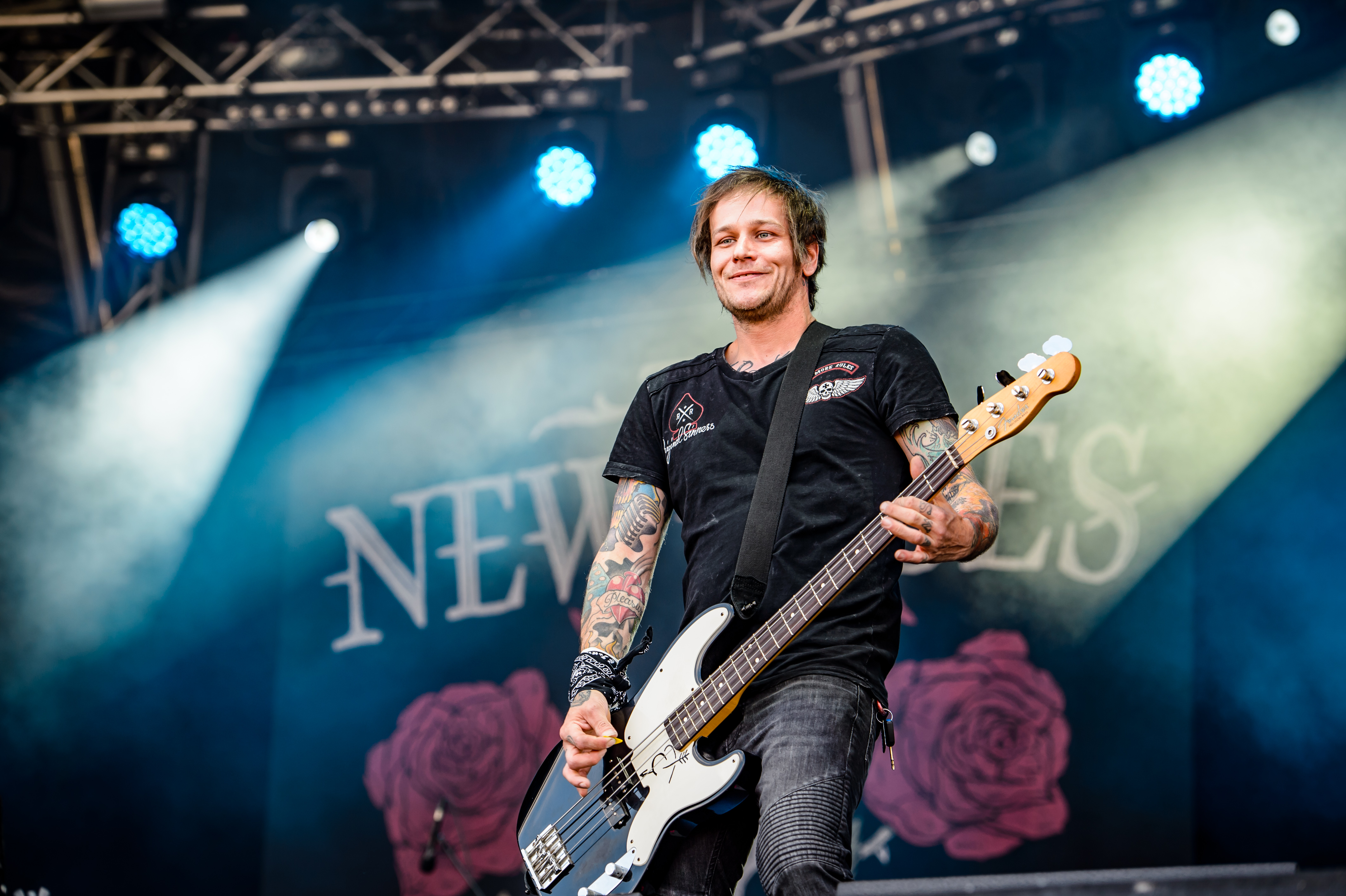
The new Roses на концерте в 2016 году
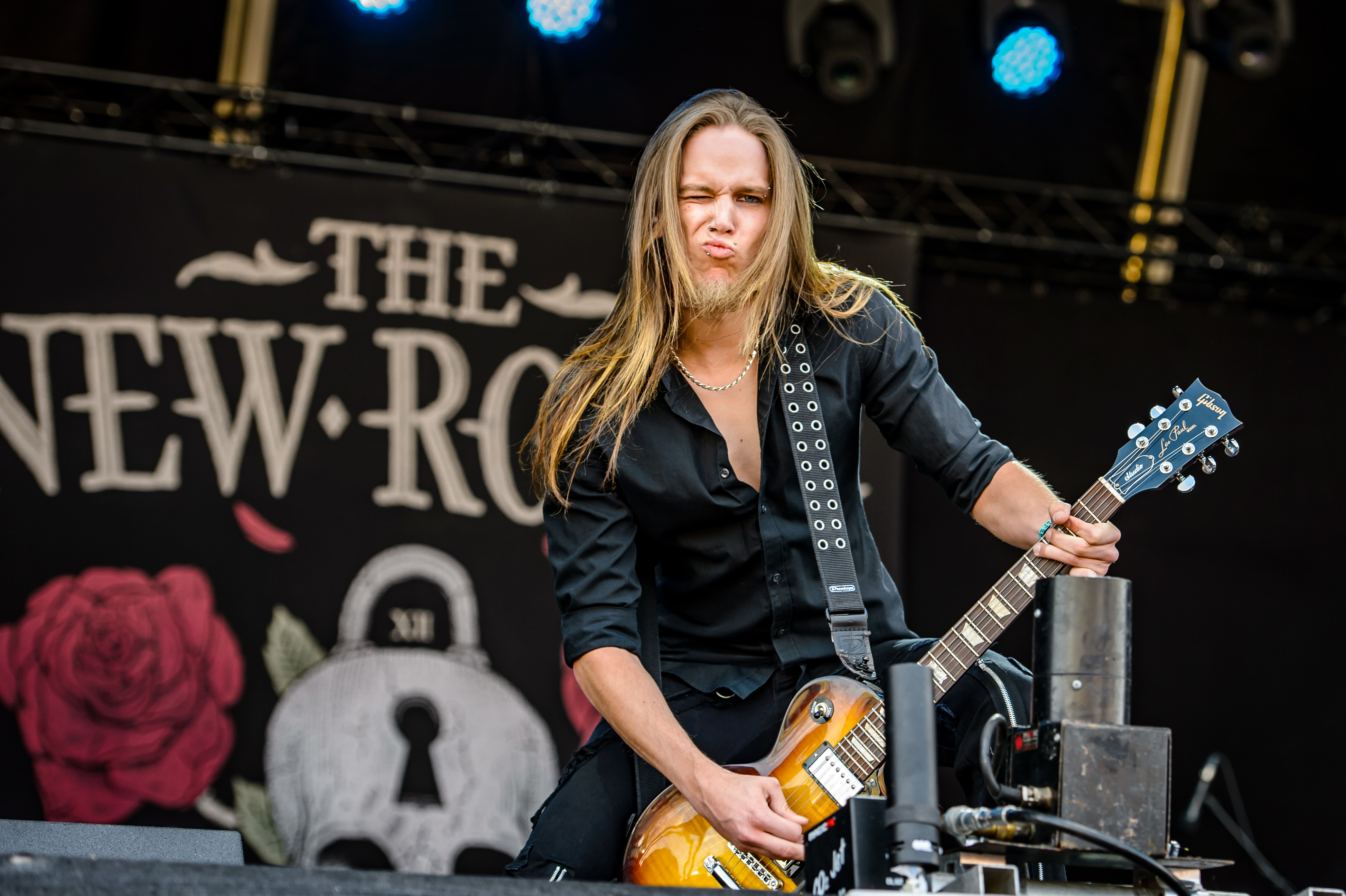
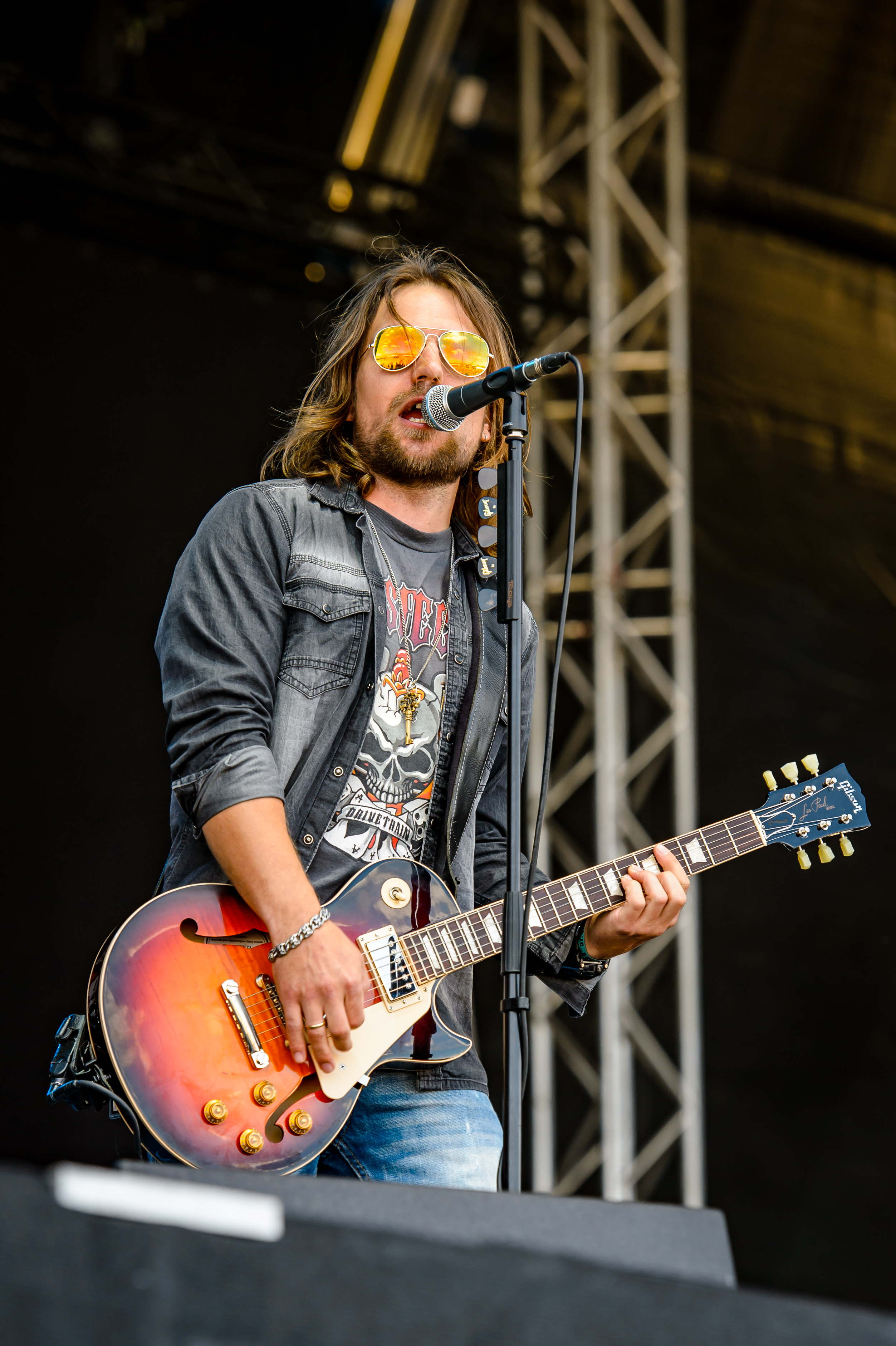
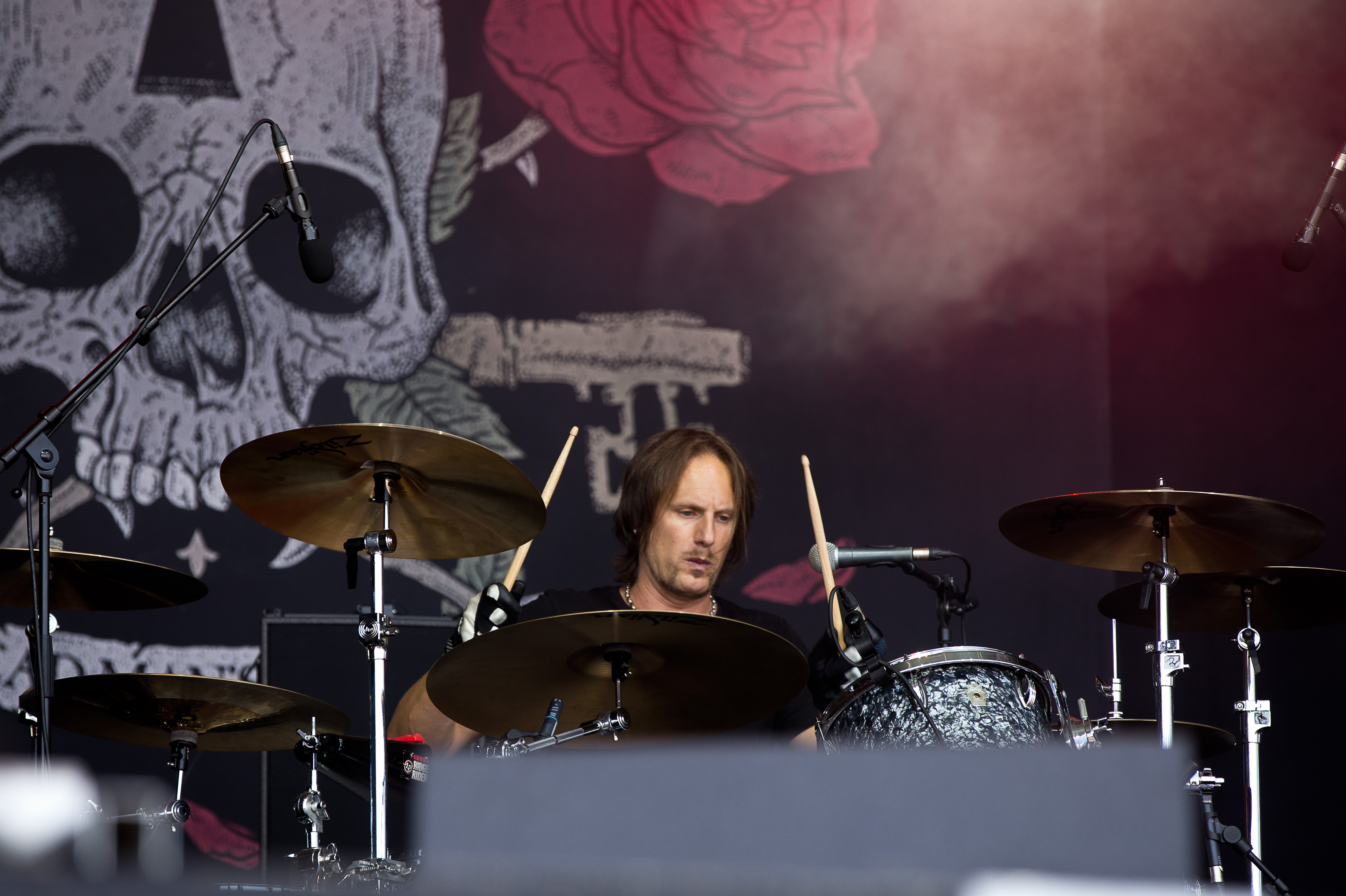
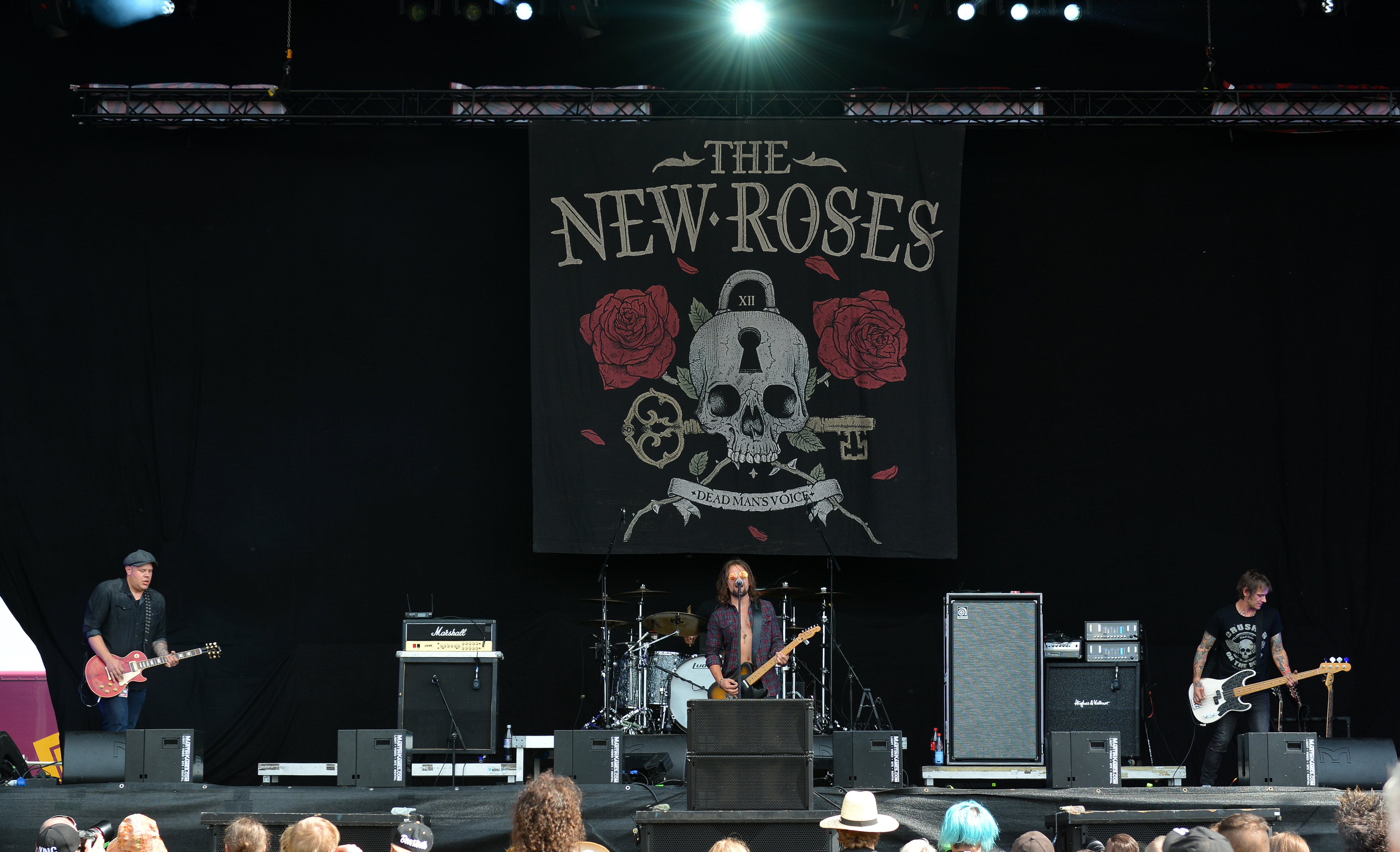
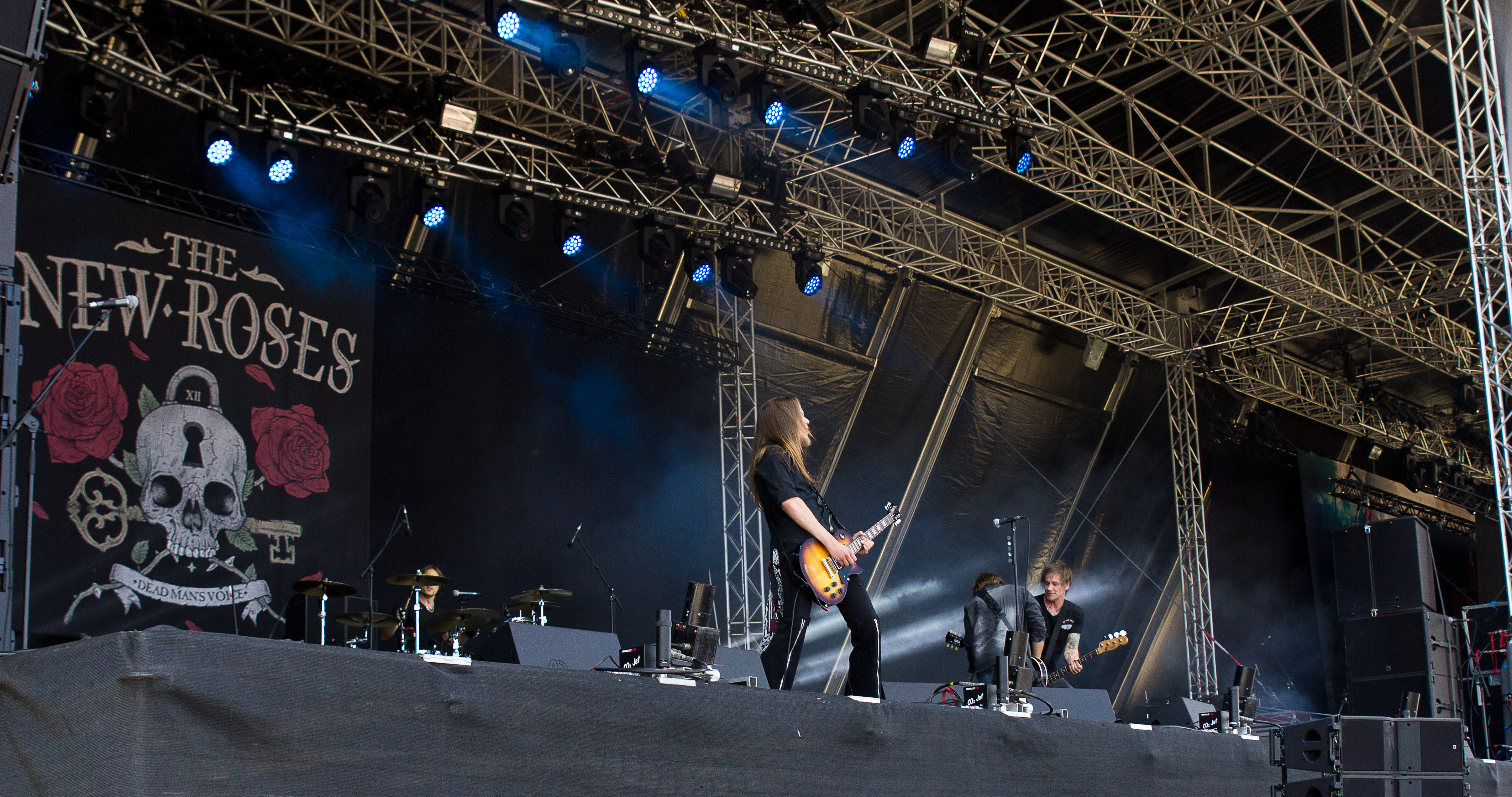